# Vasszentmihály
Vasszentmihály (németül: Raab-Sankt-Michael) község Vas vármegyében, a szentgotthárdi járásban. 1899-ig Rába-Szentmihály volt a hivatalos neve.

## Fekvése
A falu Körmendtől 15 kilométerre nyugatra, Szentgotthárdtól 13 kilométerre keletre fekszik, a Vörös-pataknak a Lahn-patakba való betorkollásánál.
A közvetlenül határos települések: észak felől Nemesmedves, kelet felől Rátót, délkelet felől Rábagyarmat, délnyugat felől Csörötnek, nyugat felől pedig Rönök.

### Megközelítése
Legfontosabb közúti megközelítési útvonalai a 8-as főút, illetve az M80-as autóút, ezeken érhető el az ország keletebbi részei, illetve az osztrák határ felől is. Szentgotthárd központjával a 8-asból itt kiágazó 7454-es út köti össze, mely onnan még Felsőszölnökig vezet tovább.
A hazai vasútvonalak közül a Szombathely–Szentgotthárd-vasútvonal érinti, melyen a legközelebbi vasúti megálló Rátót megállóhely, Vasszentmihály központjától bő 2 kilométerre keletre.
Rátóttal kerékpárút is összeköti.

## Története
1336-ban Scentmyhal néven említik először. 1422-ben, 1464-ben, 1476-ban, 1480-ban, 1496-ban említik írott források Zenthmyhal, illetve Zenthmihal néven. A Szentmihályi, mezőlaki Zámbó, később főleg a Hosszutóti (Himfi) család kezén találjuk. A falu nevét ősi templomának védőszentjéről kapta. 1549-ben a Polányi, a Zámbó és a Sennyey családok a birtokosai. A birtokos Hertelendy család több tagja részt vett az 1848-49-es szabadságharcban.
Vályi András szerint "Rába Sz. Mihály. Elegyes Magyar falu Vas Várm. földes Urai több Uraságok, lakosai katolikusok, fekszik az ország útban, Csákányhoz 1 mértföldnyire; határja középszerű, némely része kövérebb."
Fényes Elek szerint "Rába-Szent-Mihály, magyar falu, Vas vmegyében, a graeczi posta- és országutban, 286 kath. lak., paroch. szentegyházzal, kastélylyal. Van vendégfogadója, jó földje és rétje, szőlője, erdeje. F. u. B. Sennyei. Postahivatal és váltás Rába-Keresztur és Körmend közt."

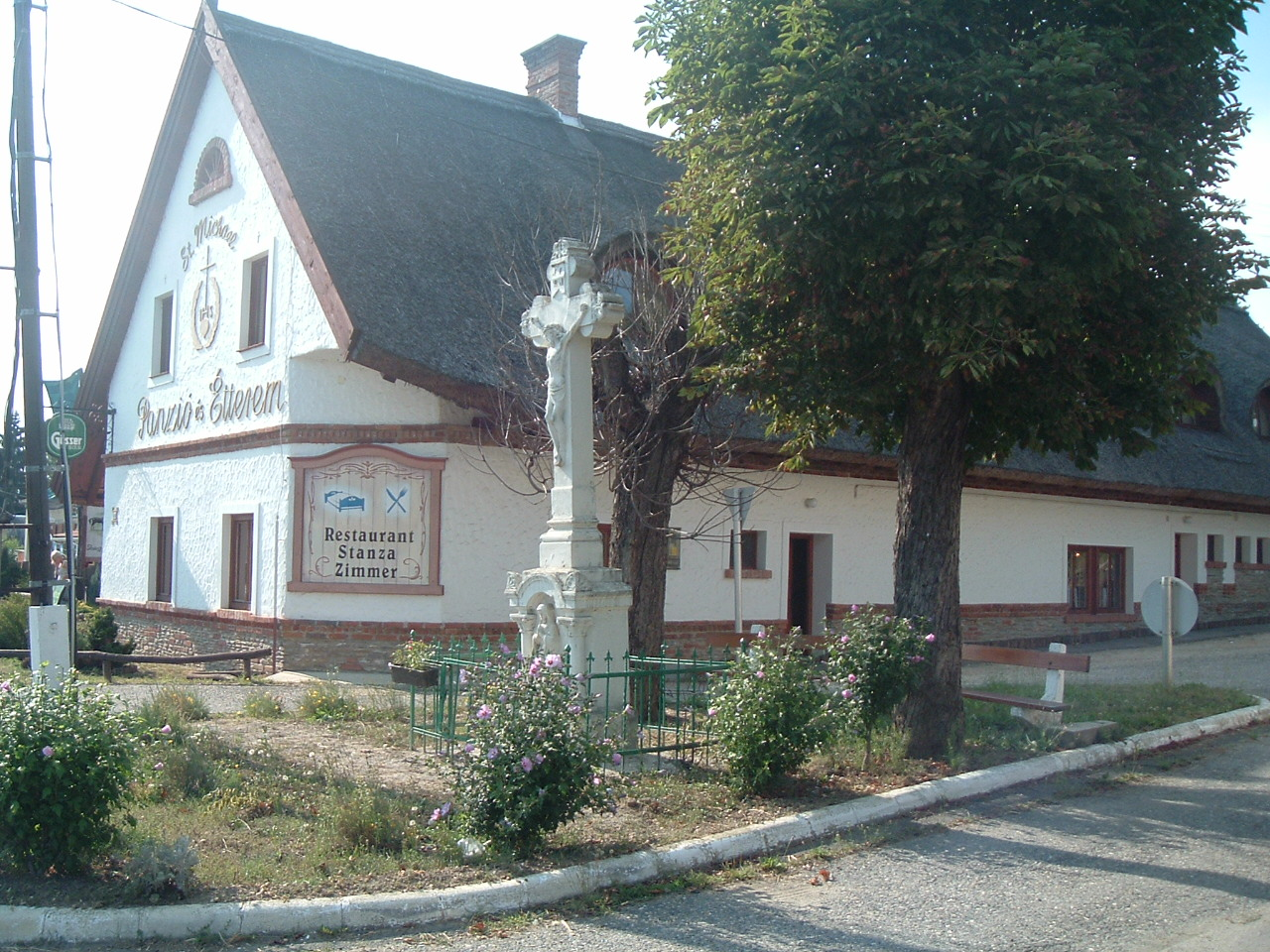
A község központja

Vas vármegye monográfiájában "Rába-Szent-Mihály, a gráczi vasút mentén fekvő község, 87 házzal és 597 magyar és németajkú lakossal. Vallásuk r. kath. Postája és távírója Rátót. Kath. temploma 1600-ban már fennállott. Földesurai a Batthyány -herczegek voltak."
1910-ben 720 magyar lakosa volt. Vas vármegye Szentgotthárdi járásához tartozott.

## Közélete

### Polgármesterei
- 1990–1994: Petrovics Gyula
- 1994–1998: Petrovics Gyula (független)[7]
- 1998–2002: Petrovics Gyula (független)[8]
- 2002–2006: Reisinger Katalin (független)[9]
- 2006–2010: Reisinger Katalin (független)[10]
- 2010–2014: Császár István (független)[11]
- 2014–2019: Császár István (független)[12]
- 2019–2024: Császár István (független)[13]
- 2024– : Benczik Szabolcsné (független)[1]

## Népesség
A település népességének változása:
| Lakosok száma | 337  | 343  | 342  | 352  | 359  | 351  | 349  |
|               | 2013 | 2014 | 2015 | 2021 | 2022 | 2023 | 2024 |

A 2011-es népszámlálás során a lakosok 87,5%-a magyarnak, 11,9% németnek, 1,8% szlovénnek, 0,3% szlováknak, 0,3% cigánynak mondta magát (11,9% nem nyilatkozott; a kettős identitások miatt a végösszeg nagyobb lehet 100%-nál). A vallási megoszlás a következő volt: római katolikus 76,6%, református 2,1%, evangélikus 1,5%, görögkatolikus 0,3%, felekezet nélküli 3,3% (16% nem nyilatkozott).
2022-ben a lakosság 91,9%-a vallotta magát magyarnak, 26,7% németnek, 1,1% cigánynak, 0,8% ukránnak, 0,8% szlovénnek, 0,3% görögnek, 1,1% egyéb, nem hazai nemzetiségűnek (7% nem nyilatkozott; a kettős identitások miatt a végösszeg nagyobb lehet 100%-nál). Vallásuk szerint 40,4% volt római katolikus, 3,3% református, 1,1% evangélikus, 0,3% görög katolikus, 0,3% ortodox, 0,3% egyéb keresztény, 2,8% egyéb katolikus, 3,1% felekezeten kívüli (48,5% nem válaszolt).

## Nevezetességei
Mihály arkangyalnak szentelt, dombon álló, római katolikus temploma középkori eredetű, a 18. század végén átépítették.